# چاپ عکس

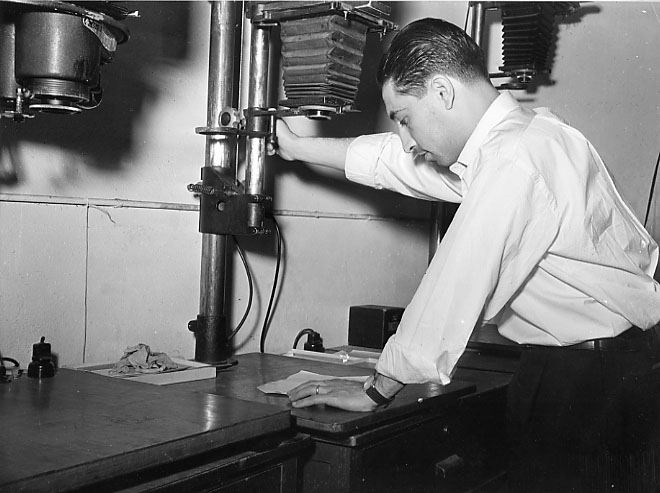
تغییر فاصله لنز آگراندیسمان از نگاتیو برای به‌دست آوردن حداکثر فوکوس

چاپ، عبارت از انتقال اطلاعات نگاتیو بر روی کاغذ عکاسی است، که در طی یک سری کارهای نوری و فیزیکی شیمیایی انجام می‌شود و تصویری ثابت و مثبت به‌دست می‌آید. این کار به روش‌های مختلفی صورت می‌گیرد.

## روش‌ها
چاپ با روش تاباندن نوری که از نگاتیو عبور کرده به روی کاغذ عکاسی می‌افتد، خود دو نوع است:

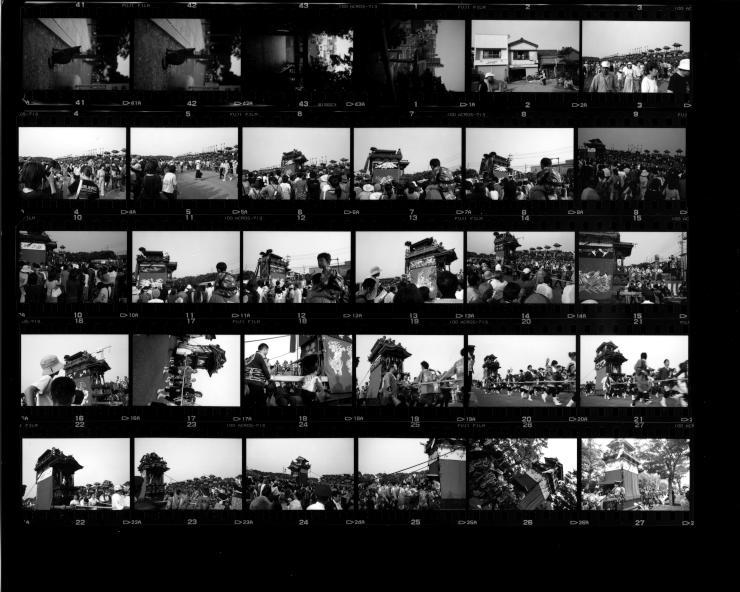
یک نمونه چاپ مستقیم

1. چاپ مستقیم یا کانتاکت.
2. چاپ با بزرگنمائی یا اگراندیسور.

در روش چاپ کانتاکت، اجزاء نوری از پایین به بالا بدین ترتیب قرار می‌گیرند: کاغذ عکاسی، نگاتیو، و شیشه‌ای برای ثابت و مسطح نگهداشتن.
در چاپ عکس با بزرگ‌نمایی که از آگراندیسور استفاده می‌شود، ابتداء کاش کاغذ را بر روی میز آگراندیسور، که به‌وسیلهٔ آن کراپ مورد نظر از نگاتیو و اندازه دلخواه چاپ را انتخاب می‌کنند قرار داده، بعد از نورسنجی و تنظیم دیافراکم، چاپ نهایی انجام می‌دهند.
ظهور و ثبوت کاغذ در داروهای مخصوص، بعد از نوردهی نهایی، منجر به به‌دست آمدن تصویری ثابت است. بعد از شستشو، برای اینکه کاغذ خشک شود، آن را از گیره‌ای می‌آویزند، ولی این کار مستلزم زمان زیادی است و ممکن است کاغذ در این مرحله تاب بردارد. خشک کن وسیله‌ای است که این کار را سریع انجام داده و از تاب برداشتن کاغذ نیز جلوگیری می‌کند.

## نگارخانه

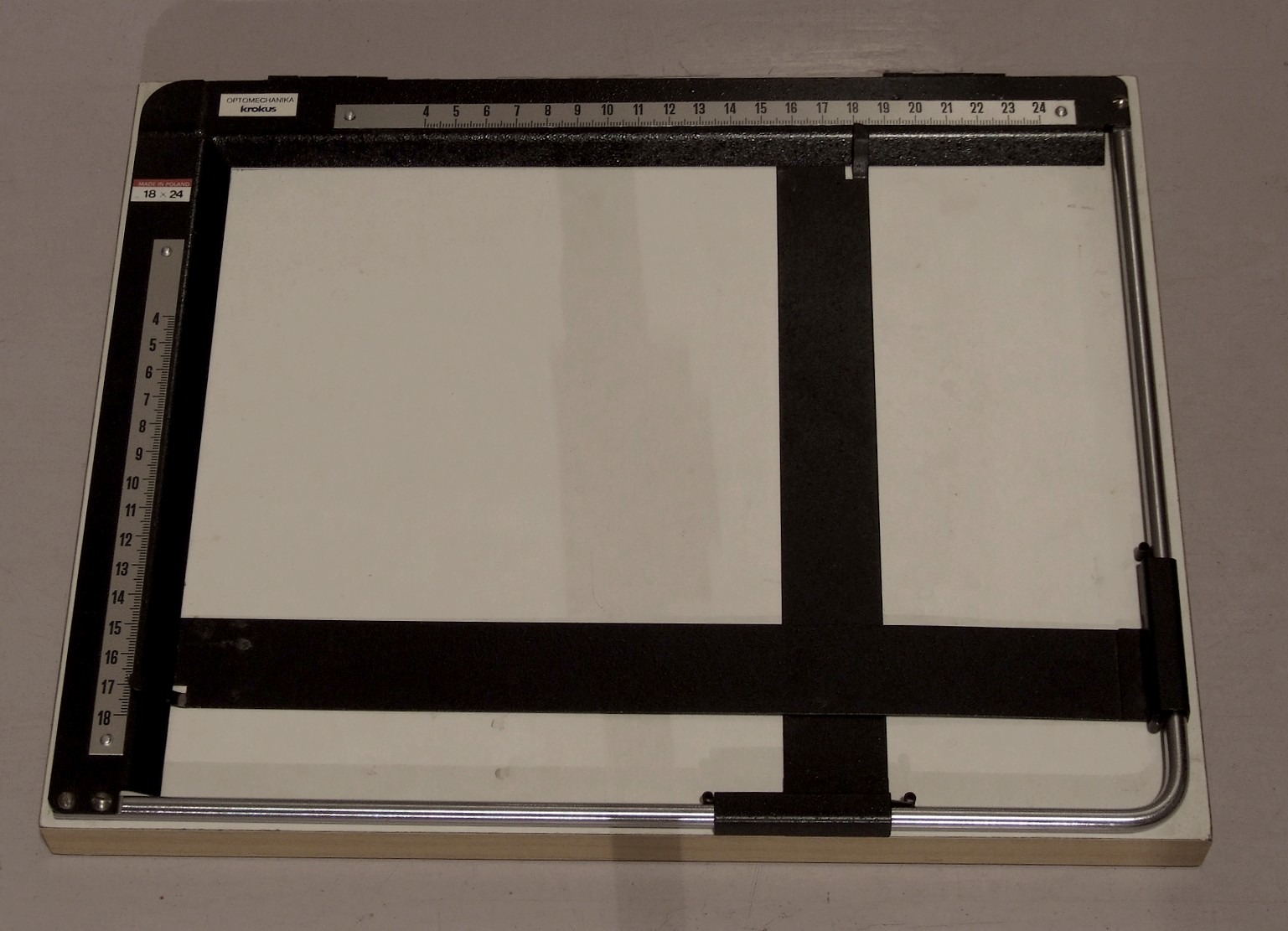
کاش کاغذ
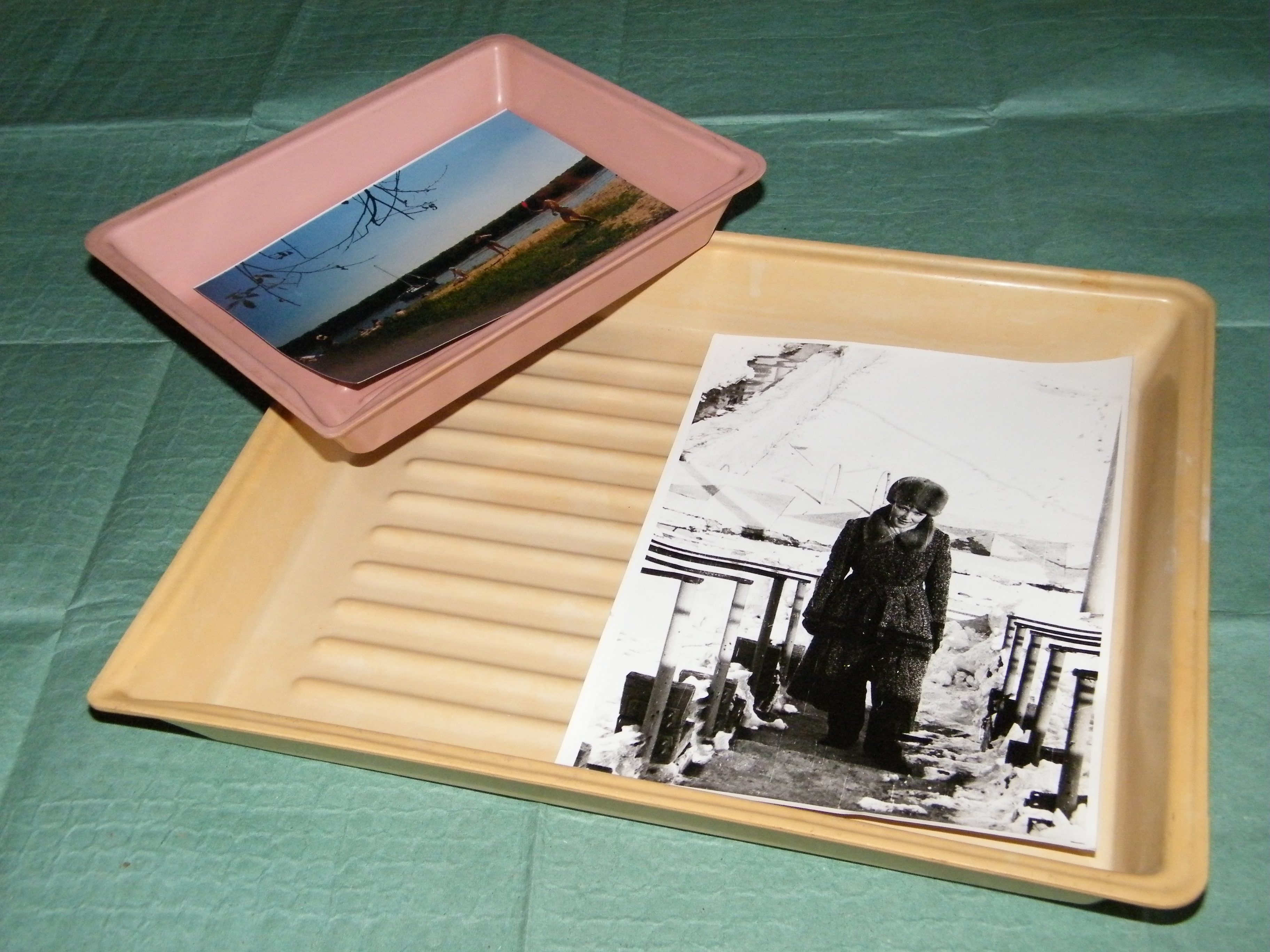
تشتک ظهور و ثبوت
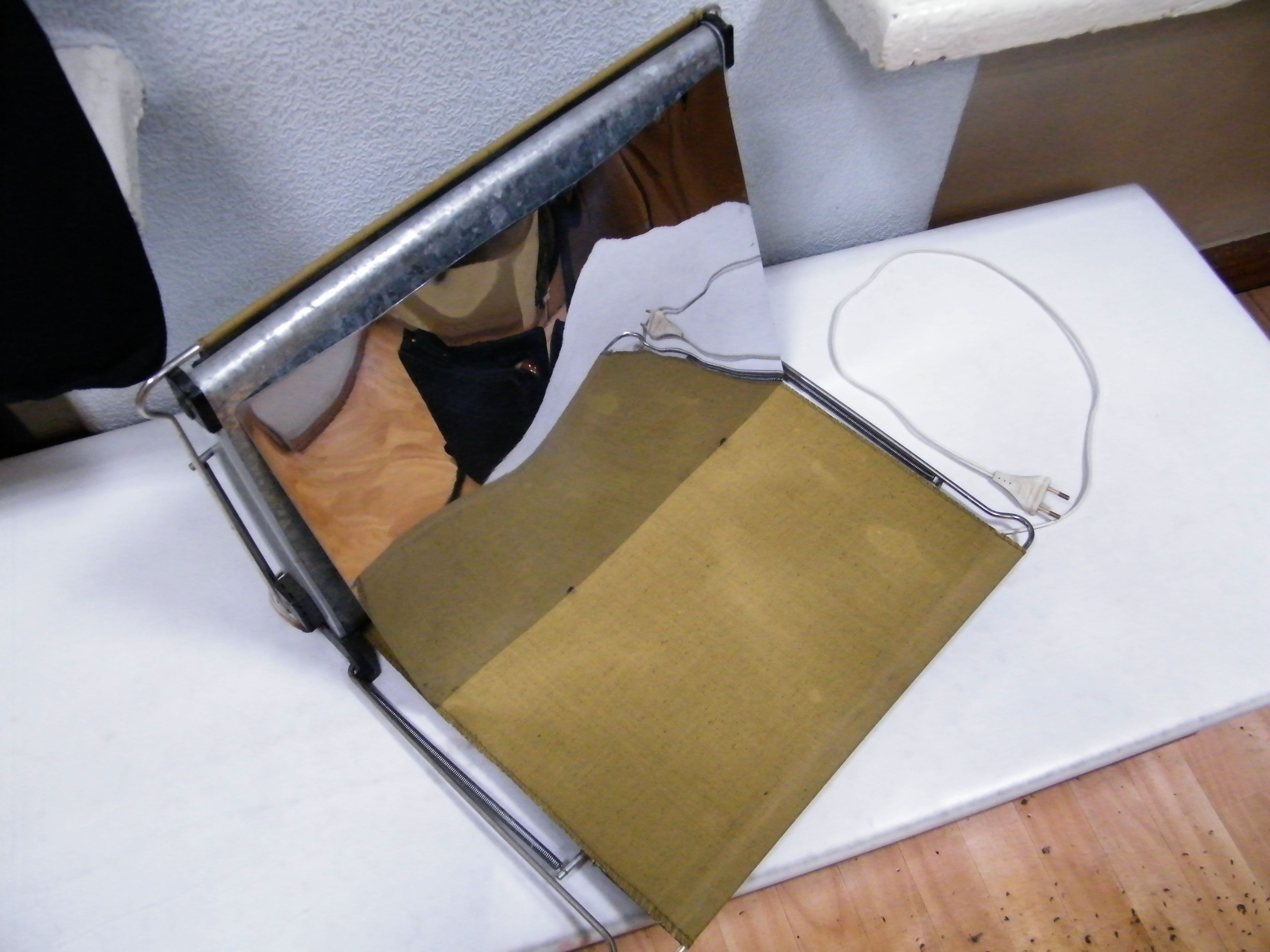
خشک کن کاغذ دو طرفه با صفحه استیل در حالت باز
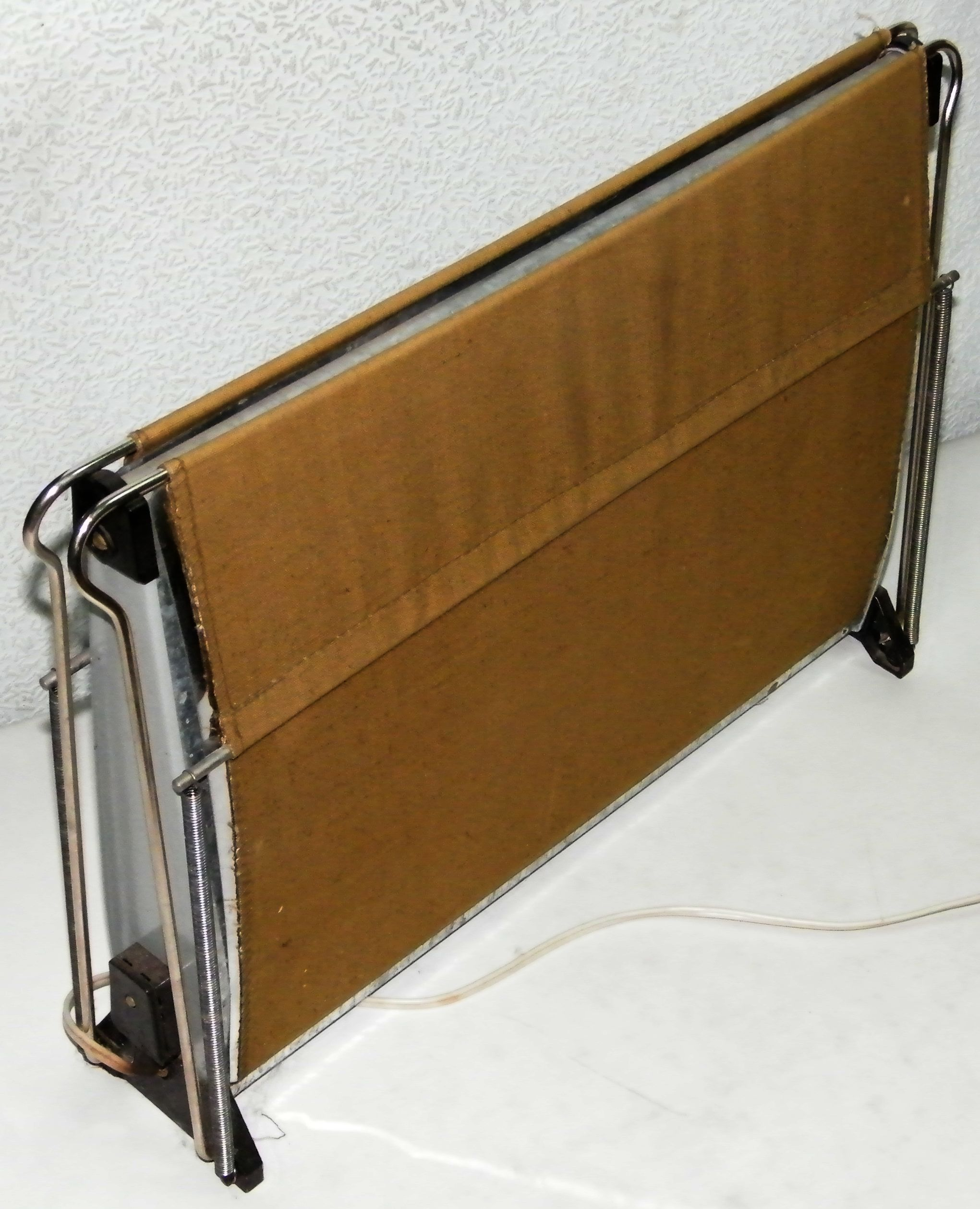
خشک کن کاغذ دو طرفه در حالت آماده بکار

## چاپ رنگی

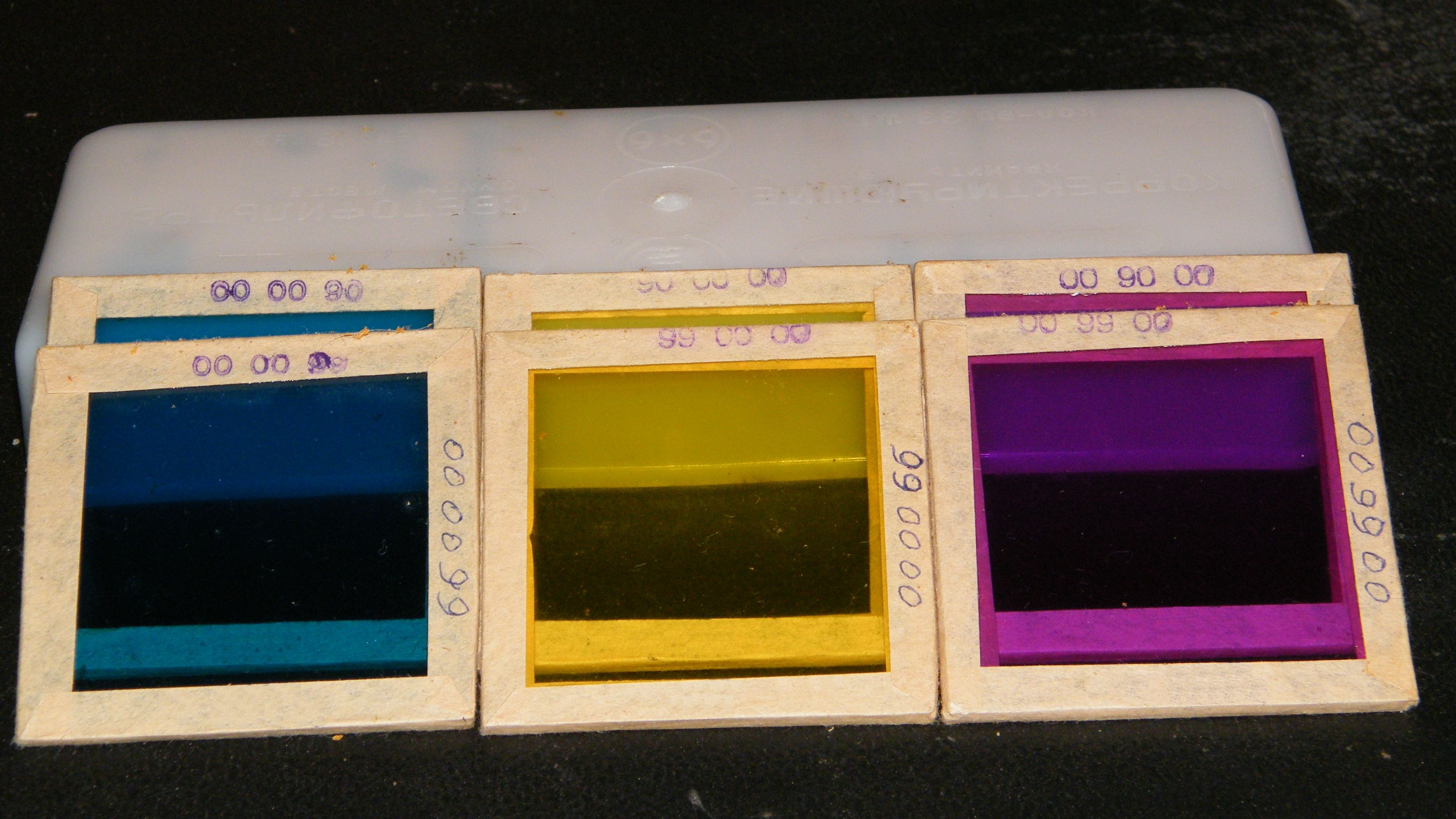
فیلترهای مخصوص آگراندیسور برای تصحیح رنگ

برای چاپ رنگی از آگراندیسوری استفاده می‌شود که دارای کلاهک رنگی باشد. در بعضی از آگراندیسورهای قدیمی محلی برای قرار دادن فیلترهای رنگی برای به‌دست آوردن تنالیته مورد نظر وجود داشت و فیلترهای لازم با غلظت مناسب در آن قرار داده می‌شد.

## چاپ سولاریزه

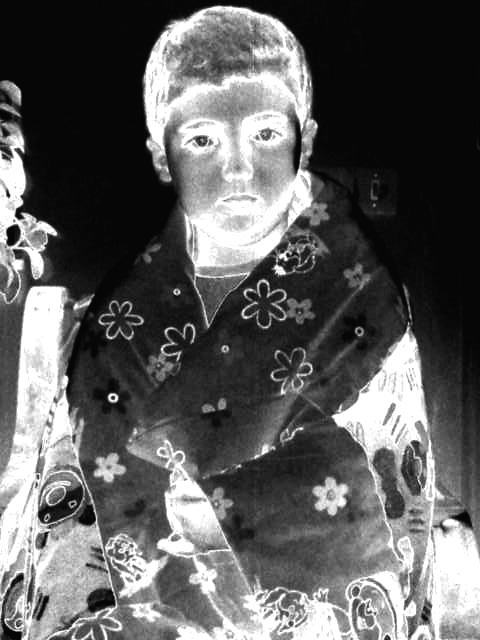
چاپ سولاریزه

در عکاسی سیاه و سفید، در نیمه مرحله ظهور کاغذ، چراغ تاریکخانه را روشن کرده و بعد از چند ثانیه خاموش می‌کنند. ادامه ظهور و توقف و ثبوت همچنان در تاریکی صورت می‌گیرد. البته این روش با روش عکاسی سولاریزه متفاوت است، در عکاسی سولاریزه، نوردهی به فیلم را تقریباً هزار برابر نوردهی معمولی انجام می‌دهند. که نتیجتاً فیلم ظاهر شده سولاریزه است.

## چاپ عکس آنلاین
امروزه با فراگیر شدن کامپیوتر و اینترنت در جامعه، و استفادهٔ روزافزون از ابزار عکاسی مدرن مانند دوربین‌های تلفن همراه و تبلت، روش‌های سنتی چاپ عکس هم آرام آرام جای خود را به روش‌های مدرن تر مانند قاب عکس‌های دیجیتالی (برای نمایش تصاویر به صورت پویا) و سفارش چاپ عکس به صورت آنلاین (برای چاپ عکس بر روی کاغذ) داده‌است. به این ترتیب نیازی به داشتن ابزار چاپ عکس در منزل یا مراجعه به آتلیه‌ها و لابراتوارهای چاپ عکس نیست و می‌توان تنها با آپلود فایل تصاویری که از طریق دوربین‌های موبایل و تبلت گرفته شده به این مراکز، عکس چاپ شده را در محل دریافت کرد.